# Жанажольський сільський округ (Баянаульський район)
Жанажо́льський сільський округ (каз. Жаңажол ауылдық округі, рос. Жанажольский сельский округ) — адміністративна одиниця у складі Баянаульського району Павлодарської області Казахстану. Адміністративний центр — село Машхур Жусіп.
Населення — 495 осіб (2021; 583 у 2009, 929 у 1999, 1358 у 1989).
Станом на 1989 рік існувала Жанажольська сільська рада (села Булдей, Буркутти, Єрбай, Жанажол, Карашоки, Токбаси). Села Карашоки, Топбаси були ліквідовані 2004 року, село Єрбай — 2005 року, село Карашоки було відновлене 2008 року.

## Склад
До складу округу входять такі населені пункти:
| Населений пункт    | Старі назви | Населення, осіб (1989) | Населення, осіб (1999) | Населення, осіб (2009) | Населення, осіб (2021) |
| ------------------ | ----------- | ---------------------- | ---------------------- | ---------------------- | ---------------------- |
| Булдей, село       | -           | 12                     | -                      | -                      | -                      |
| Буркутти, село     | -           | 166                    | 74                     | 69                     | 40                     |
| Єрбай, село        | -           | 14                     | -                      | -                      | -                      |
| Карашоки, село     | -           | 357                    | 225                    | 143                    | 123                    |
| Машхур Жусіп, село | -           | 676                    | 592                    | 371                    | 332                    |
| Топбаси, село      | Токбаси     | 133                    | 38                     | -                      | -                      |